# Bariis iskukaris
Bariis iskukaris är en risrätt som ingår i det somaliska köket.
Rätten görs oftast på basmatiris tillsammans med lamm-, kamel-, kyckling-, get- eller nötkött och toppas med bland annat russin, ärtor, lök, paprika och potatis. Ofta används kryddor som gurkmeja, koriander, kardemumma och kummin i rätten. Ofta serveras även en banan som tillbehör.
Traditionellt äter man Bariis iskukaris från en lergryta.